# Mansour el-Issaoui
Mansour el-Issaoui (en arabe : منصور العيسوي), né le 18 septembre 1937 à Qena et mort le 16 janvier 2023, est un homme politique égyptien, ministre de l'Intérieur égyptien en 2011.

## Biographie

### Carrière dans le ministère de l'Intérieur égyptien
Mansour el-Issaoui a été ministre adjoint de la sécurité du gouvernorat du Caire et de Gizeh et ancien gouverneur de la province méridionale d'El-Menia. Selon la presse égyptienne, il s'y serait distingué dans la lutte contre la corruption

### Ministre de l'Intérieur
Le précédent ministre de l'Intérieur, Mahmoud Wagdi est un des derniers membres du gouvernement issu du système Moubarak et les protestations populaires de mars 2011 le poussent à partir. Le gouvernement d'Ahmed Chafik est dissous et Essam Charaf est chargé de nommer un nouveau gouvernement égyptien.
Le 4 mars, les locaux de la Sécurité de l'État sont pris d'assaut par la foule après des rumeurs vérifiées de destruction d'archives compromettantes pour la police. L'armée intervenant trop tard et constatant les masses d'archives passées à la déchiqueteuse. Le surlendemain, 6 mars, Mansour el-Issaoui est le premier ministre nommé, et est chargé de restructurer l'appareil de sécurité d'État.
Dans ses interventions à la presse, Mansour el-Issaoui se montre homme d'appareil et représentant de l'imposant corps social de la police: il réhabilite les policiers, réfute les accusations les plus graves contre l'appareil de sécurité (l'organisation de l'attentat d'Alexandrie de janvier 2011) et considère les incendies des postes de police au moment de la révolution, le 28 janvier 2011, comme criminels. Un seul officier de police, en fuite à l'étranger, est condamné pour avoir fait tirer sur la foule.
Les mesures de réformes, comme le démantèlement du Mabahith Amn al-Dawla al-'Ulya en mars 2011 ou le licenciement de 505 généraux et de 164 officiers le 1er août, restent superficielles.
La question la plus importante reste cependant la dépendance du ministère de l'Intérieur et de la police à l'armée depuis la révolution de janvier 2011. La répression brutale de manifestations à partir d'octobre: Répression d'une manifestation copte (25 morts) et de deux manifestations hostile à la mainmise de l'armée sur le pouvoir (40 et 15 morts) accentue la défiance envers le Conseil suprême des forces armées et montre combien le gouvernement civil est soumis à celui-ci. Pour montrer sa désolidarisation, le cabinet démissionne.